# Марія Антонелла Баруччі
| 3362 Хуфу       | 30 серпня 1984 року |
| 3752 Камілло    | 15 серпня 1985 року |
| (15692) 1984 RA | 1 вересня 1984 року |

Марія Антонелла Баруччі — італійська астрономка, дослідниця Сонячної системи. Працює в Паризькій обсерваторії.  
За даними Центру малих планет є першовідкривачем трьох малих планет у 1984-1985 роках, зокрема навколоземних астероїдів 3362 Хуфу та 3752 Камілло. 
Марія Антонелла Баруччі також є співавтором підручника з астрономії та планетології «Сонячна система» 2003 року, що вийшов у видавництві Springer. На її честь названо астероїд головного поясу 3485 Баруччі, відкритий американським астрономом Едвардом Бовеллом у 1983 році.